# 薄壳和平蛤
薄壳和平蛤（学名：Clementia vatheleti），是帘蛤目帘蛤科花帘蛤属的一种。主要分布于韩国、中国大陆、台湾，常栖息在潮间带至潮下带数米身的泥沙底。